# Anacondas: The Hunt for the Blood Orchid
Trăn Nam Mỹ: Săn lùng hoa lan máu hay Mãng xà Nam Mỹ: Săn lùng huyết phong lan (tựa tiếng Anh: Anacondas: The Hunt for the Blood Orchid) là một bộ phim kinh dị và viễn tưởng năm 2004 của Mỹ do đạo diễn Dwight H. Little thực hiện, nó chính là phim thứ hai trong loạt phim Anaconda, lấy bối cảnh ở đảo Borneo. Câu mở đầu (tagline) của phim là The hunters will become the hunted (dịch tiếng Việt: Những người thợ săn sẽ trở thành kẻ bị săn).

## Nội dung
Một nhóm tiến sĩ từ New York dự định đến hòn đảo Borneo để tìm loại hoa quý được gọi là"hoa lan máu", một loài hoa có tác dụng tăng tuổi thọ của con người. TS Jack Byron, Bác sĩ Ben Douglas, Quay phim Cole Burris, Gordon, Samantha và Gail đến Indonesia, sau đó tìm một người tên Bill Johnson và thuyền phó của anh, Trần Wu. Bill và Trần đồng ý chở đoàn thám hiểm lên thượng nguồn.
Trong lúc đang đi trên sông thì chiếc thuyền bị rơi xuống dòng thác, chiếc thuyền bị vỡ tan. Cả nhóm đành phải đi bộ vào rừng, họ không biết nơi đây có loài trăn khổng lồ rất hung dữ. Trong lúc băng ngang qua đầm lầy, Ben bị một con trăn tấn công và nuốt chửng. Bill nói rằng đó là con trăn to nhất anh từng thấy, cả nhóm giờ đây chỉ muốn trở về chứ không còn muốn tìm hoa lan máu nữa. Bill liền gọi cho ông bạn John Livingston để nhờ ông ta lái thuyền đến đón. Tuy nhiên khi đang trên đường, Livingston chạm trán một con trăn khác và bị nuốt. Trong nỗ lực tuyệt vọng, Livingston bám vào tay lái thuyền khiến nó tăng tốc, đâm vào bờ và nổ tung.
Nghe tiếng nổ, cả nhóm chạy ra con sông, họ chỉ thấy mảnh vỡ của chiếc thuyền cùng với vài đồ vật của Livingston. Bill bảo mọi người hãy lấy những đồ vật cần thiết rồi tiếp tục đi bộ. Jack bắt được một con nhện độc và tính đem nó về New York để thí nghiệm, nhát cắn của con nhện này nỗi làm cho nạn nhân bị tê liệt như đá trong hai ngày. Sau đó cả nhóm tìm ra ngôi làng nhỏ của thổ dân Lopaks, họ quyết định lấy gỗ để đóng bè vượt sông. Chính trong lúc này, đoàn thám hiểm phát hiện ra Jack đã mua chuộc Bill để đi tiếp mặc dù biết là không an toàn. Một cuộc cãi vã nổ ra và kết quả là đoàn thám hiểm chống lại Jack.
Sau đó, Mitchell phát hiện ra chiếc vali đựng chiếc điện thoại vệ tinh và 1 khẩu súng. Jack giải thích rằng anh ta chỉ muốn mọi người tiếp tục chuyến thám hiểm. Mặc cho Jack thuyết phục, Gordon cương quyết đánh điện cầu cứu. Nhân lúc Gordon không để ý, Jack thả con nhện độc ra cắn Mitchell khiến anh bị tê liệt toàn thân. Một con trăn tấn công ngôi nhà và nuốt trọn Mitchell trước sự chứng kiến của mọi người. Lợi dụng lúc này, Jack lấy cắp chiếc bè và tiếp tục đến chỗ hoa lan. Cả nhóm buộc phải băng qua rừng để có thể đuổi theo Jack và đuổi theo chiếc bè.
Cole bị lạc trong một hang động, Trần tìm thấy anh ta nhưng sau đó chính anh cũng bị rơi xuống nước và bị một con trăn khác ăn thịt. Bill quay lại tìm hai người nhưng chỉ thấy chiếc đèn pin và vũng máu, anh hiểu ngay chuyện gì đã xảy ra. Cole thoát được và Sam chém đứt đầu con trăn, nhưng một con trăn khác bắt được Cole. May mắn, Bill kịp giết nó trước khi Cole bị nuốt chửng. 
Cả đoàn tìm thấy chiếc bè, thế nhưng đúng lúc này Jack cầm súng uy hiếp mọi người, buộc Sam phải hái hoa lan máu cho hắn. Sam phát hiện một vũ hội giao phối đang ở dưới họ, trong khi hái hoa lan. Samantha ném cho Jack chiếc ba lô có chứa hoa lan, ngờ đâu con nhện độc chui ra cắn Jack, Jack bị tê liệt rồi rơi xuống hố và bị bầy trăn giết chết . Con trăn cái phát hiện ra Sam đang trèo lên và nhanh chóng đuổi theo, nhưng Gail ném bình xăng vào miệng nó. Bill nổ súng nhưng anh chết lặng khi biết súng đã hết đạn. Đúng thời điểm này, Cole lấy pháo sáng bắn vào miệng con trăn khiến nó rơi xuống bầy và  nổ tung, đúng lúc đó những tảng đá trên cao rơi xuống đè chết bầy trăn bên dưới. Sáng hôm sau; Bill, Cole, Sam và Gail lấy chiếc bè chèo ra khỏi khu rừng hướng về Kota Bharu.

## Diễn viên
- Johnny Messner vai Bill Johnson
- KaDee Strickland vai Samantha Rogers
- Salli Richardson vai Gail Stern
- Matthew Marsden vai Jack Byron
- Nicholas Gonzalez vai Ben Douglas
- Eugene Byrd vai Cole Burris
- Morris Chestnut vai Gordon Mitchell
- Karl Yune vai Tran Wu
- Andy Anderson vai John Livingston